# Тбетский многоглав

Тбетский многоглав

Тбетский многоглав (груз. ტბეთის მრავალთავი) — грузинский манускрипт (многоглав) X века, предназначенный для монастырского использования. Этот многочастный текст был скопирован для монастыря Тбети в регионе Тао-Кларджети. Был создан по запросу мампали Мтбевари Иоване и отец Феодор.
Манускрипт представляет собой перевод ранних палестинских текстов, включающих 74 гомилетических, агиографических, экзегетических и апокрифических произведения. Он имеет множество глав и создан с целью использования его в монастырях.
Этот текст был записан на пергаменте и содержит 242 страницы размером 38.5 на 30 сантиметров. Большинство текста написано в асомтаврули, но одна глава записана шрифтом нусхури. Прописные буквы выделены красными чернилами, а некоторые страницы украшены различными изображениями на обложке.
Тбетский многоглав в настоящее время хранятся в Грузинский национальный центр рукописей (Фонд: A-19).